# Jean Laurain
Pour les articles homonymes, voir Laurain.
Jean Laurain, né le 1er janvier 1921 à Borny (aujourd'hui incorporé à Metz) et mort le 7 mars 2008 à Metz, est un enseignant et homme politique français. 

## Biographie
Après des études au lycée Fabert, il étudie la philosophie à Nancy puis à Lyon. Refusant l’Occupation, il rejoint l'armée française alors que la Moselle est annexée depuis peu au Reich allemand. Quelques mois plus tard, en 1942, il s’engage dans l’armée libre d'Afrique. Il participe au débarquement en Provence en août 1944. Il livrera, dans son avant-dernier livre Le journal de guerre d’un philosophe (publié en 2006 aux éditions Serpenoise), ses souvenirs émouvants, parfois douloureux et intimes, sur ses années 1941-1945, rappelant que si la guerre n'est pas une fatalité, la paix étant avant tout une affaire d'éducation.
Devenu professeur de philosophie dans le secondaire, il enseigne la paix aux jeunes mosellans, notamment à travers l’éducation populaire, puis fonde en 1957 les premières Maisons de la Jeunesse et de la Culture en Moselle (MJC), avant de s’engager en politique.

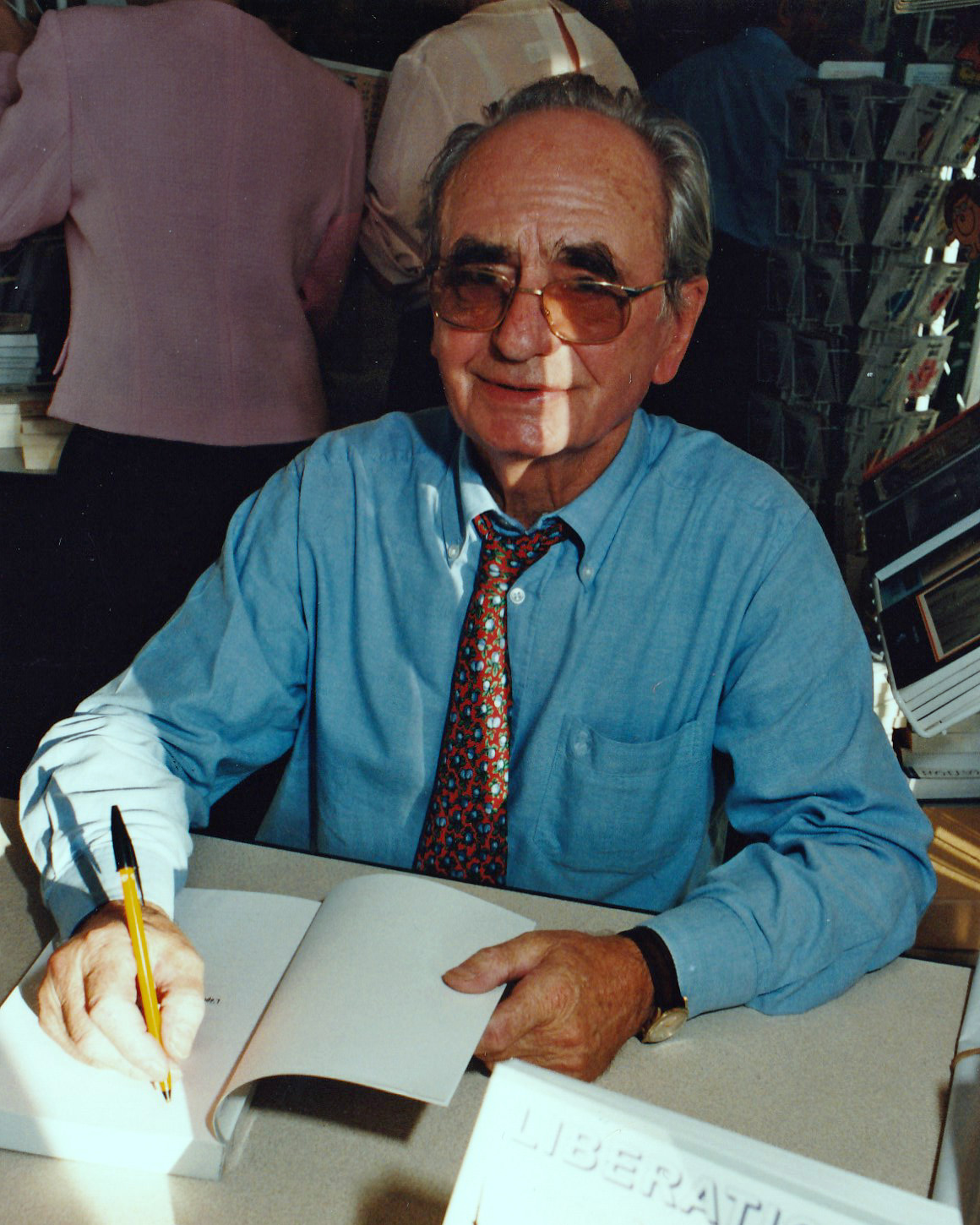
? au Festival international de géographie en 1995.

Il adhère au Parti socialiste en 1971 et mènera le combat de la gauche messine face à Jean-Marie Rausch en 1977, s’inclinant de quelques centaines de voix seulement. En 1979, il préside le congrès socialiste de Metz, voyant François Mitterrand réélu au poste de Premier secrétaire. Lors du scrutin législatif de 1978, il est élu député de Metz, puis réélu en 1981 lors de la « vague rose ». 
Il est nommé la même année ministre des Anciens combattants par François Mitterrand, fonction qu’il occupe jusqu’en 1986 (en qualité de secrétaire d'Etat). On lui doit alors la commémoration du 8 mai, le travail sur la question des Malgré-nous et la promotion de la réflexion républicaine sur le « devoir de mémoire ». 
Jean Laurain redevient député de Metz en 1986, fonction qu'il occupe jusqu'en 1993, année où il se retire de la vie politique. 
Il animait encore en 2007 des réunions populaires de réflexion philosophique, éducative et sociétale ; son dernier ouvrage Du partage ou le retour aux sources du socialisme (sorti en 2007 aux éditions L'Harmattan) replace le partage au centre de la vie.
Acteur infatigable de la paix et philosophe, Jean Laurain fuyait les ors et les honneurs.

### Chronologie
- Études secondaires au lycée Fabert de Metz
- Études supérieures à la faculté des lettres de Nancy (1940-1941), option philosophie
- Études supérieures à la faculté des lettres de Lyon (1941-1942) option philosophie
- Engagé volontaire dans l'armée française d'Afrique. Campagne de Tunisie 1942-1943
- Débarquement en Provence en août 1944, campagne de France et d'Alsace
- 3e année de licence de philosophie 1945-1946
- Professeur de philosophie à Phalsbourg, Thionville, Nancy et Metz (lycée Robert-Schuman 1964-1978)
- Création des Maisons des Jeunes et de la Culture en Moselle (1957)
- Directeur départemental des MJC de Moselle, puis secrétaire général de la fédération française des MJC
- Conseiller général de la Moselle pour le canton de Metz-Ville-2 de 1973 à 1979
- Conseiller municipal de Metz de 1977 à 1978
- Député socialiste de la Moselle de 1978 à 1981, puis de 1986 à 1993
- Ministre, puis secrétaire d'État aux Anciens Combattants du 22 mai 1981 au 20 mars 1986
- Président cofondateur de la fondation Solange Bertrand du 22 juin 2001 au 15 novembre 2004, puis président honoraire
- Président de l'université de la Paix de Verdun

## Publications[4]
- L'Education populaire ou la Vraie révolution : l'expérience des maisons des jeunes et de la culture, Paris, Editions de Correspondance municipale, 1977
- De l'ennui à la joie : éléments d'une pédagogie de la paix, Paris, Editions du Cerf, 1993
- Metz ou la nostalgie du futur, Metz, Éditions Serpenoise, 1995
- Journal de guerre d'un philosophe (1941-1945), Metz, Éditions Serpenoise, 2006
- Du partage ou Le retour aux sources du socialisme, Paris, L'Harmattan, 2006